# Pisarowce
Pisarowce is een plaats in het Poolse district Sanocki, woiwodschap Subkarpaten. De plaats maakt deel uit van de gemeente Sanok en telt 800 inwoners.